# أثينا (تكساس)
أثينا (بالإنجليزية: Athens) هي مدينة أمريكية تقع في ولاية تكساس. تبلغ مساحة هذه المدينة 43.9 (كم²)، ويبلغ عدد سكانها 12710 نسمة حسب إحصاء سنة 2010 م. تشير إحصاءات سنة 2000م بأن الكثافة السكانية في هذه المدينة تقدر بـ(298.4) نسمة/كم2.

## التركيبة السكانية
حدّد مكتب تعداد الولايات المتحدة بيانات التركيبة السكانية لأثينا في تعداد الولايات المتحدة. في ما يلي، التركيبة السكانية حسب تعدادي 2000 و2010.

### تعداد عام 2000
بلغ عدد سكان أثينا 11,297 نسمة بحسب تعداد عام 2000، وبلغ عدد الأسر 4,110 أسرة وعدد العائلات 2,807 عائلة مقيمة في المدينة. في حين سجلت الكثافة السكانية 216 نسمة لكل كيلومتر مربع (559.4/ميل2). وبلغ عدد الوحدات السكنية 4,549 وحدة بمتوسط كثافة قدره 87 لكل كيلومتر مربع (225.3/ميل2).
وتوزع التركيب العرقي للمدينة بنسبة 72.14% من البيض و19.23% من الأمريكيين الأفارقة و0.31% من الأمريكيين الأصليين و0.64% من الأمريكيين ذوي الأصول الآسيوية و0.06% من سكان جزر المحيط الهادئ و6.17% من الأعراق الأخرى و1.45% من عرقين مختلطين أو أكثر و17.37% من الهسبانيون أو اللاتينيون من أي عرق.
بلغ عدد الأسر 4,110 أسرة كانت نسبة 36.9% منها لديها أطفال تحت سن الثامنة عشر تعيش معهم، وبلغت نسبة الأزواج القاطنين مع بعضهم البعض 49.1% من أصل المجموع الكلي للأسر، ونسبة 15.4% من الأسر كان لديها معيلات من الإناث دون وجود شريك، بينما كانت نسبة 3.8% من الأسر لديها معيلون من الذكور دون وجود شريكة وكانت نسبة 31.7% من غير العائلات. تألفت نسبة 28.6% من أصل جميع الأسر من عدة أفراد يعيشون في نفس المنزل ونسبة 14.6% كانت تتألف من شخص يعيش بمفرده يبلغ من العمر 65 عاماً أو أكثر. وبلغ متوسط حجم الأسرة المعيشية 2.55، أما متوسط حجم العائلات فبلغ 3.13.
بلغ العمر الوسطي للسكان 34.7 عاماً. وكانت نسبة 26.3% من القاطنين تحت سن الثامنة عشر، وكانت نسبة 9.2% بين الثامنة عشر والرابعة والعشرين عاماً، ونسبة 23.7% كانت واقعةً في الفئة العمرية ما بين الخامسة والعشرين والرابعة والأربعين عاماً، ونسبة 18.6% كانت ما بين الخامسة والأربعين والرابعة والستين، ونسبة 15% كانت ضمن فئة الخامسة والستين عاماً فما فوق. يوجد لكل 100 أنثى 88.8 ذكر، ويوجد لكل 100 أنثى في الثامنة عشر من عمرها فما فوق 81.3 ذكر.
بلغ متوسط دخل الأسرة في المدينة 29,372 دولارًا، أما متوسط دخل العائلة فبلغ 35,359 دولارًا. وكان متوسط دخل الذكور 27,388 دولارًا مقابل 19,375 دولارًا للإناث. وسجل دخل الفرد الخاص بالمدينة 16,561 دولارًا. وكانت نسبة 14.7% من العائلات ونسبة 18.3% من السكان تحت خط الفقر، وكان من هؤلاء نسبة 22.1% تحت سن الثامنة عشر ونسبة 16.7% في الخامسة والستين من العمر وما فوق.

## معرض صور

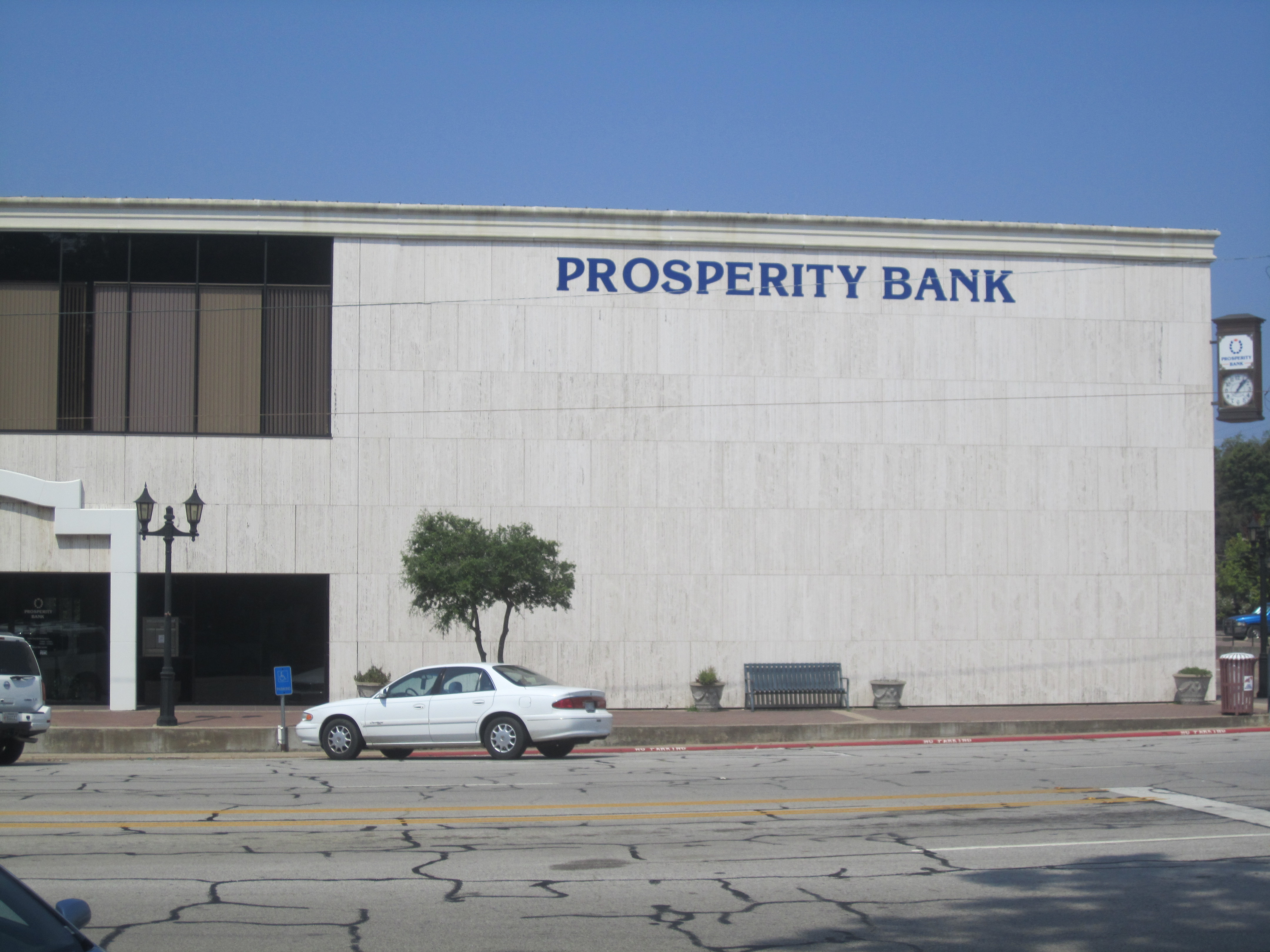
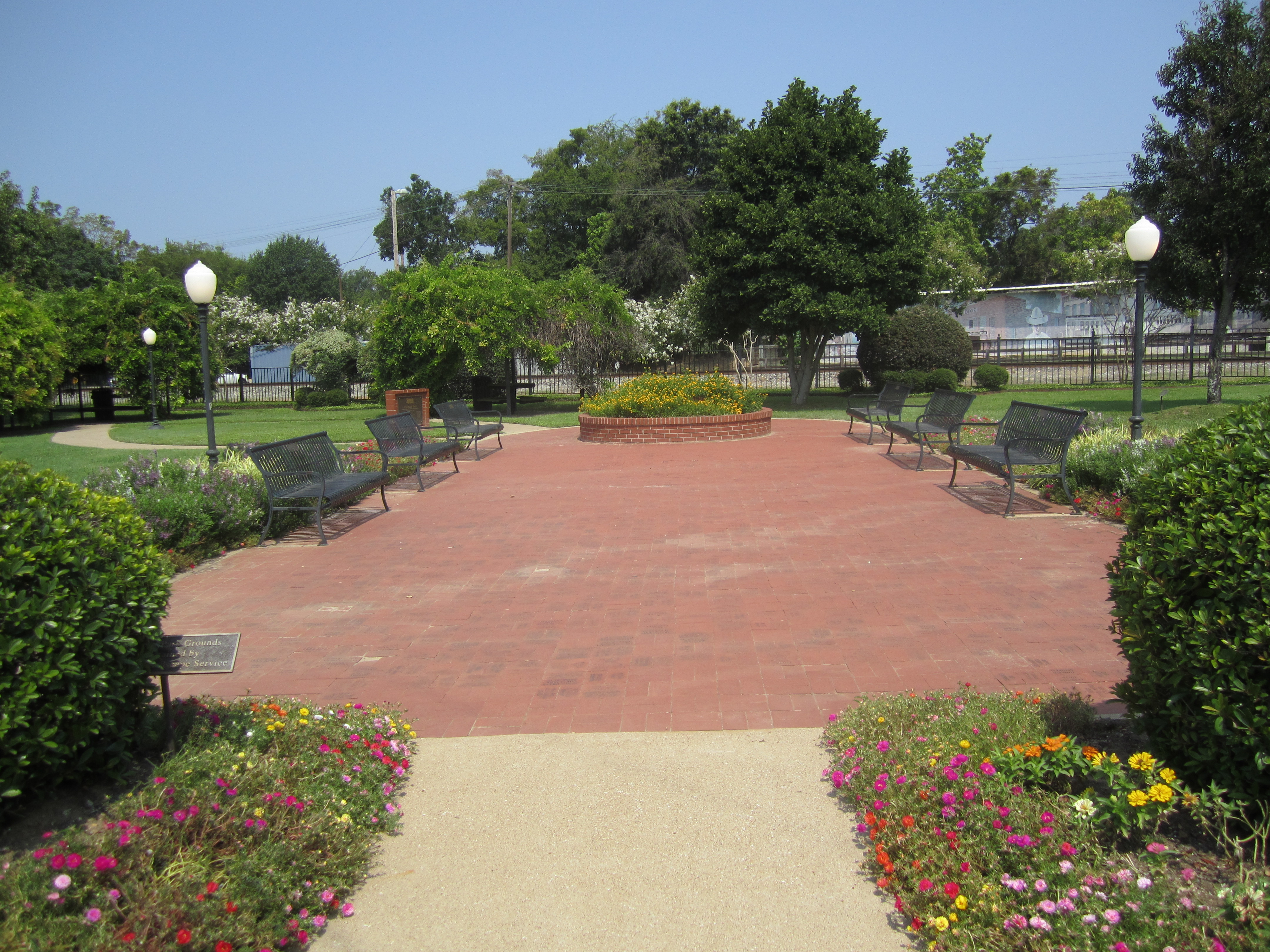
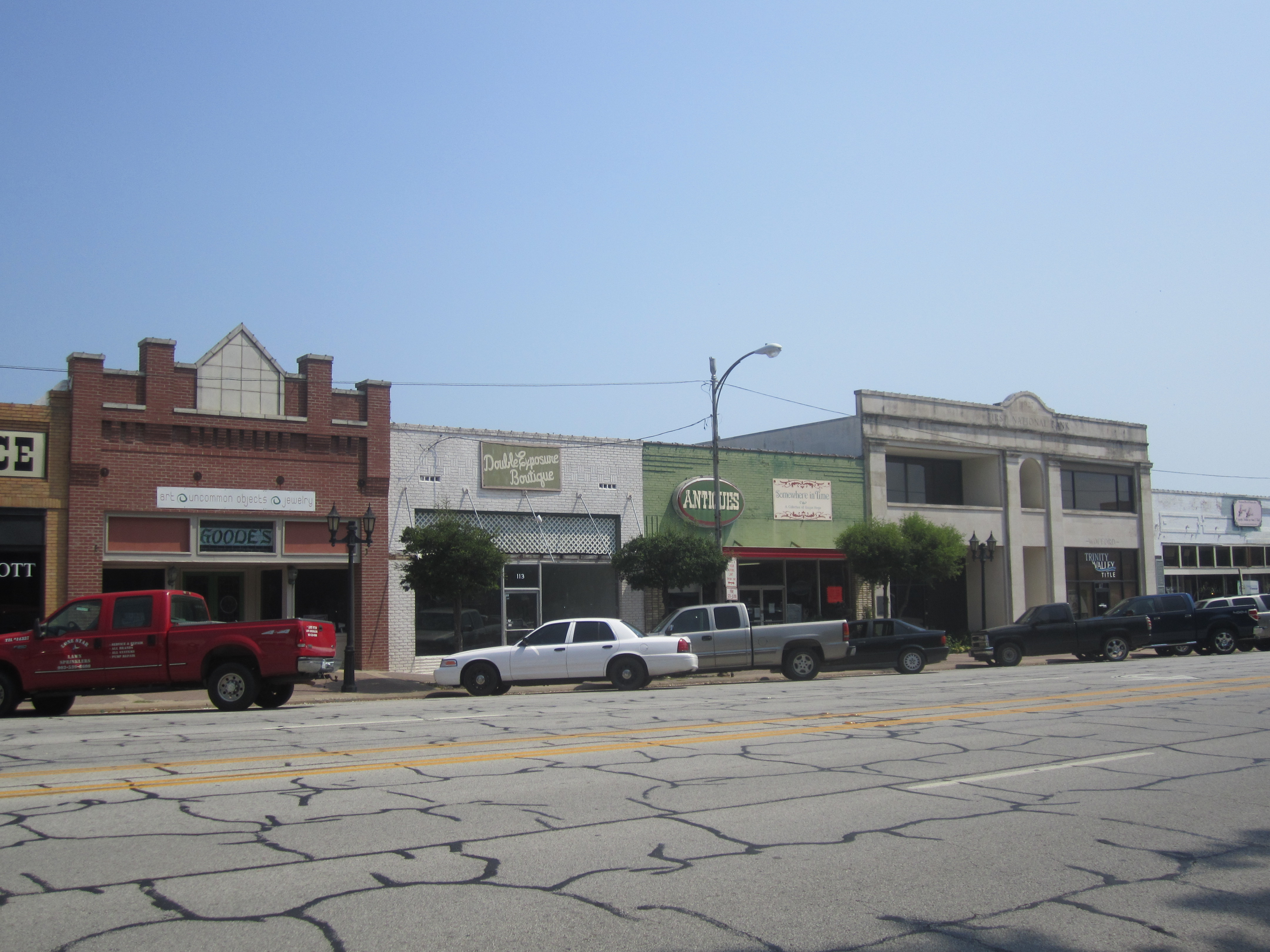
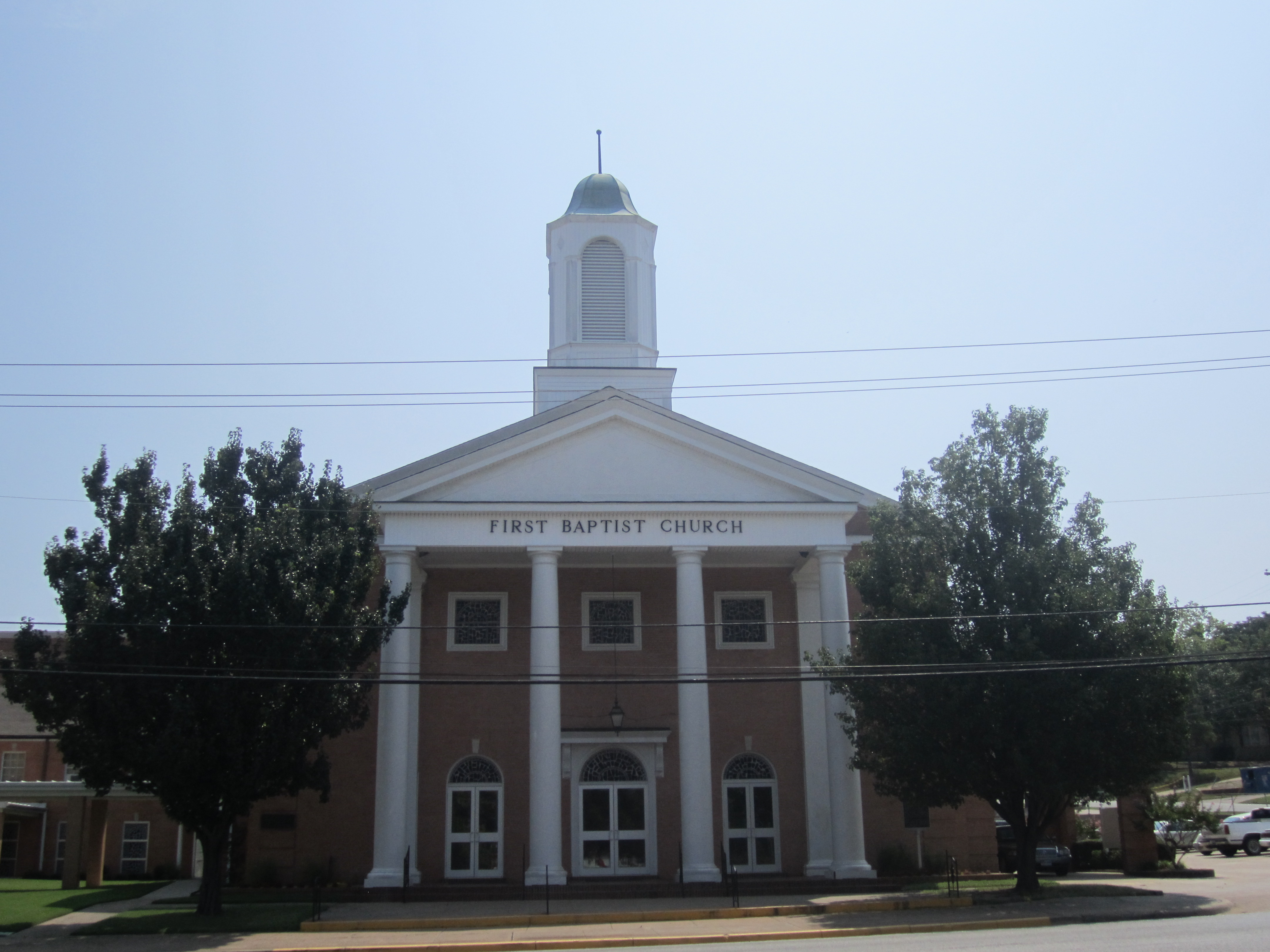

### تعداد عام 2010
بلغ عدد سكان أثينا 12,710 نسمة بحسب تعداد عام 2010، وبلغ عدد الأسر 4,645 أسرة وعدد العائلات 2,970 عائلة مقيمة في المدينة. في حين سجلت الكثافة السكانية 243 نسمة لكل كيلومتر مربع (629.4/ميل2). وبلغ عدد الوحدات السكنية 5,204 وحدة بمتوسط كثافة قدره 99.5 لكل كيلومتر مربع (257.7/ميل2).
وتوزع التركيب العرقي للمدينة بنسبة 65.34% من البيض و17.75% من الأمريكيين الأفارقة و0.50% من الأمريكيين الأصليين و0.61% من الأمريكيين ذوي الأصول الآسيوية و0.02% من سكان جزر المحيط الهادئ و13.68% من الأعراق الأخرى و2.10% من عرقين مختلطين أو أكثر و26.73% من الهسبانيون أو اللاتينيون من أي عرق.
بلغ عدد الأسر 4,645 أسرة كانت نسبة 34.7% منها لديها أطفال تحت سن الثامنة عشر تعيش معهم، وبلغت نسبة الأزواج القاطنين مع بعضهم البعض 43.3% من أصل المجموع الكلي للأسر، ونسبة 16.4% من الأسر كان لديها معيلات من الإناث دون وجود شريك، بينما كانت نسبة 4.2% من الأسر لديها معيلون من الذكور دون وجود شريكة وكانت نسبة 36.1% من غير العائلات. تألفت نسبة 31.5% من أصل جميع الأسر من عدة أفراد يعيشون في نفس المنزل ونسبة 13% كانت تتألف من شخص يعيش بمفرده يبلغ من العمر 65 عاماً أو أكثر. وبلغ متوسط حجم الأسرة المعيشية 2.53، أما متوسط حجم العائلات فبلغ 3.19.
بلغ العمر الوسطي للسكان 34.2 عاماً. وكانت نسبة 25.6% من القاطنين تحت سن الثامنة عشر، وكانت نسبة 12.4% بين الثامنة عشر والرابعة والعشرين عاماً، ونسبة 25% كانت واقعةً في الفئة العمرية ما بين الخامسة والعشرين والرابعة والأربعين عاماً، ونسبة 21.3% كانت ما بين الخامسة والأربعين والرابعة والستين، ونسبة 15.8% كانت ضمن فئة الخامسة والستين عاماً فما فوق. وتوزع التركيب الجنسي للسكان بنسبة 48% ذكور و52% إناث.

## أعلام
- سيد دبليو. ريتشاردسون
- بارون تانر
- ويس براشاو
- جيرالد د. غريفين
- بيت دونوهيو